# A Fidzsi-szigetek az 1996. évi nyári olimpiai játékokon
A Fidzsi-szigetek az egyesült államokbeli Atlantában megrendezett 1996. évi nyári olimpiai játékok egyik részt vevő nemzete volt. Az országot az olimpián 5 sportágban 17 sportoló képviselte, akik érmet nem szereztek.

## Atlétika
Férfi

| Versenyző                                                             | Versenyszám     | Előfutam | Előfutam | Előfutam | Negyeddöntő | Negyeddöntő | Negyeddöntő | Elődöntő | Elődöntő | Elődöntő | Döntő   | Döntő    |
| Versenyző                                                             | Versenyszám     | Idő      | Hely.    | Össz.    | Idő         | Hely.       | Össz.       | Idő      | Hely.    | Össz.    | Idő     | Helyezés |
| --------------------------------------------------------------------- | --------------- | -------- | -------- | -------- | ----------- | ----------- | ----------- | -------- | -------- | -------- | ------- | -------- |
| Jone Delai                                                            | 100 m           | 10,42    | 4.       | 45.*     | kiesett     | kiesett     | kiesett     | kiesett  | kiesett  | kiesett  | kiesett | kiesett  |
| Joe Naivalu                                                           | 110 m gát       | 14,23    | 6.       | 52.      | kiesett     | kiesett     | kiesett     | kiesett  | kiesett  | kiesett  | kiesett | kiesett  |
| Solomone Bole Jone Delai Henry Rogo Soloveni Nakaunicina              | 4 × 100 m váltó | 40,23    | 5.       | 25.      |             |             |             | kiesett  | kiesett  | kiesett  | kiesett | kiesett  |
| Soloveni Nakaunicina Henry Rogo Solomone Bole Isireli Naikelekelevesi | 4 × 400 m váltó | 3:10,67  | 6.       | 26.      |             |             |             | kiesett  | kiesett  | kiesett  | kiesett | kiesett  |

Női

| Versenyző     | Versenyszám | Előfutam | Előfutam | Előfutam | Negyeddöntő | Negyeddöntő | Negyeddöntő | Elődöntő | Elődöntő | Elődöntő | Döntő   | Döntő   |
| Versenyző     | Versenyszám | Idő      | Hely.    | Össz.    | Idő         | Hely.       | Össz.       | Idő      | Hely.    | Össz.    | Idő     | Hely.   |
| ------------- | ----------- | -------- | -------- | -------- | ----------- | ----------- | ----------- | -------- | -------- | -------- | ------- | ------- |
| Rachel Rogers | 100 m gát   | 14,07    | 6.       | 40.      | kiesett     | kiesett     | kiesett     | kiesett  | kiesett  | kiesett  | kiesett | kiesett |

* - egy másik versenyzővel azonos időt ért el

## Cselgáncs
Férfi

| Versenyző                   | Versenyszám  | Selejtező         | 32-es főtábla             | Nyolcaddöntő      | Negyeddöntő       | Elődöntő          | Vigaszág első kör | Vigaszág negyeddöntő | Vigaszág elődöntő | Bronz- mérkőzés   | Döntő             | Helyezés |
| Versenyző                   | Versenyszám  | Ellenfél Eredmény | Ellenfél Eredmény         | Ellenfél Eredmény | Ellenfél Eredmény | Ellenfél Eredmény | Ellenfél Eredmény | Ellenfél Eredmény    | Ellenfél Eredmény | Ellenfél Eredmény | Ellenfél Eredmény | Helyezés |
| --------------------------- | ------------ | ----------------- | ------------------------- | ----------------- | ----------------- | ----------------- | ----------------- | -------------------- | ----------------- | ----------------- | ----------------- | -------- |
| Nacanieli Takayawa-Qerawaqa | Félnehézsúly | erőnyerő          | Szergej Sakimov (KAZ) · V | kiesett           | kiesett           | kiesett           |                   |                      |                   |                   |                   | 21.      |

## Súlyemelés
Férfi

| Versenyző    | Versenyszám | Szakítás | Szakítás | Lökés    | Lökés    | Összesen | Helyezés |
| Versenyző    | Versenyszám | Eredmény | Helyezés | Eredmény | Helyezés | Összesen | Helyezés |
| ------------ | ----------- | -------- | -------- | -------- | -------- | -------- | -------- |
| Rupeni Varea | 85 kg       | 150,0    | 17.      | 115,0    | 18.*     | 265,0    | 17.      |

* - egy másik versenyzővel azonos eredményt ért el

## Úszás
Férfi

| Versenyző    | Versenyszám | Előfutam | Előfutam | Előfutam | Döntő   | Döntő   | Döntő   | Helyezés |
| Versenyző    | Versenyszám | Idő      | Hely.    | Össz.    | Típus   | Idő     | Hely.   | Helyezés |
| ------------ | ----------- | -------- | -------- | -------- | ------- | ------- | ------- | -------- |
| Carl Probert | 200 m gyors | 1:56,33  | 2.       | 39.      | kiesett | kiesett | kiesett | kiesett  |

Női

| Versenyző          | Versenyszám | Előfutam | Előfutam | Előfutam | Döntő   | Döntő   | Döntő   | Helyezés |
| Versenyző          | Versenyszám | Idő      | Hely.    | Össz.    | Típus   | Idő     | Hely.   | Helyezés |
| ------------------ | ----------- | -------- | -------- | -------- | ------- | ------- | ------- | -------- |
| Caroline Pickering | 100 m gyors | 1:00,51  | 7.       | 47.      | kiesett | kiesett | kiesett | kiesett  |

## Vitorlázás
Férfi
| Versenyző       | Versenyszám     | Futam | Futam | Futam | Futam | Futam    | Futam | Futam | Futam | Futam | Futam | Pontszám | Helyezés |
| Versenyző       | Versenyszám     | 1     | 2     | 3     | 4     | 5        | 6     | 7     | 8     | 9     | 10    | Pontszám | Helyezés |
| --------------- | --------------- | ----- | ----- | ----- | ----- | -------- | ----- | ----- | ----- | ----- | ----- | -------- | -------- |
| Tony Philp      | Szörfvitorlázás | 9     | 13    | 7     | 11    | (47 PMS) | 14    | (25)  | 16    | 15    |       | 85,0     | 14.      |
| Geoffrey Taylor | Finn dingi      | 29    | (31)  | 29    | 30    | (32*)    | 31    | 30    | 24    | 30    | 30    | 233,0    | 31.      |

Női
| Versenyző      | Versenyszám | Futam | Futam | Futam | Futam | Futam | Futam | Futam | Futam | Futam | Futam | Pontszám | Helyezés |
| Versenyző      | Versenyszám | 1     | 2     | 3     | 4     | 5     | 6     | 7     | 8     | 9     | 10    | Pontszám | Helyezés |
| -------------- | ----------- | ----- | ----- | ----- | ----- | ----- | ----- | ----- | ----- | ----- | ----- | -------- | -------- |
| Roberta Lepper | Europe      | 27    | (28)  | (28)  | 25    | 28    | 25    | 28    | 28    | 27    | 28    | 244,0    | 28.      |

Nyílt
| Versenyző                  | Versenyszám | Futam | Futam | Futam | Futam | Futam | Futam | Futam  | Futam | Futam | Futam | Futam | Pontszám | Helyezés |
| Versenyző                  | Versenyszám | 1     | 2     | 3     | 4     | 5     | 6     | 7      | 8     | 9     | 10    | 11    | Pontszám | Helyezés |
| -------------------------- | ----------- | ----- | ----- | ----- | ----- | ----- | ----- | ------ | ----- | ----- | ----- | ----- | -------- | -------- |
| Tiko Crofoot               | Laser       | 48**  | 49    | 54    | (57*) | 53    | (57*) | 57 PMS | 51    | 53    | 54    | 44    | 463,0    | 54.      |
| Shayne Brodie Angus Pattie | Tornádó     | (18)  | 17    | 15    | (18)  | 16    | 15    | 18     | 18    | 15    | 18    | 15    | 147,0    | 18.      |

* - nem ért célba

** - bírók által adott pontszám